# Mary Ann Evans
Mary Ann Evans (Nuneaton, Warwickshire, 22 de novembre de 1819-Londres, 22 de desembre de 1880), més coneguda pel pseudònim George Eliot, fou una novel·lista, periodista i traductora anglesa. Una de les millors plomes de l'època victoriana: és autora de set novel·les, la majoria situades a l'Anglaterra provinciana i conegudes pel seu realisme i l'anàlisi psicològica.

## Biografia

### Entorn familiar
Mary Ann Evans era la 3a filla de Robert Evans (1773-1849) i Cristiana Evans, de soltera Pearson (1788-1836). Va tenir quatre germans directes: Cristiana, Isaac, i dos bessons que van morir als pocs dies de néixer. A més, tenia dos germanastres: Robert i Fanny, fills d'un anterior matrimoni del seu pare.
Els seus primers anys de vida, els va passar a Arbury Hall, perquè son pare n'era l'administrador. Aquest edifici era la mansió d'uns baronets que antigament havia estat una abadia de monjos.
A començaments de 1820, la família es va traslladar a una altra casa anomenada Griff, entre les poblacions de Nuneaton i Bedworth.

### Anys d'aprenentatge
Dels cinc als nou anys, va anar amb la seva germana Cristiana a l'escola de la senyoreta Latham, a Attleborough; dels nou als tretze, a l'escola de la Sra. Wallington a Nuneaton, i entre els tretze i els setze va anar a l'escola de la senyoreta Franklin a Coventry.
A l'escola de la Sra. Wallington, va ser introduïda per Maria Lewis en les creences de l'Església evangèlica; mentre que a l'escola de la senyoreta Franklin l'ambient era contrari a la fe evangèlica².
La seva família professava la fe anglicana, però la comarca on va créixer, els Midlands, era una zona on hi havia un gran nombre de seguidors d'altres creences cristianes, dissidents de l'anglicana.
El 1836, sa mare es va morir i Mary va deixar els estudis per encarregar-se de les feines domèstiques. El seu germà Isaac es va casar quan ella tenia 21 anys; aleshores el seu pare i ella es van traslladar a Foleshill, prop de Coventry. Allà va fer amistat amb Charles i Cara Bray, una família que s'havia enriquit amb la fabricació de cintes i vetes, i que havia invertit part dels seus beneficis fent donatius a escoles i altres causes filantròpiques. La casa dels Bray era considerada un lloc de trobada per a lliurepensadors i allà Mary va conèixer i es va relacionar amb Robert Owen, Herbert Spencer, Harriet Martineau i Ralph Waldo Emerson. Arran d'aquestes relacions, es va proposar acabar la traducció (que havia iniciat un altre membre de la Societat Rosehill) a l'anglès de La vida de Jesús de David Strauss, obra que posa en dubte la veracitat de les històries bíbliques.
Quan Mary va començar a qüestionar la fe religiosa en què havia estat educada, son pare la va amenaçar de fer-la fora de casa; això no obstant, ella, per respecte al seu pare, va continuar anant a l'església i tenint cura d'ell fins a la seva mort, el 1849.

### Estada a Ginebra
Aleshores ja tenia trenta anys i va decidir fer un viatge a Suïssa acompanyada dels Bray, tot i que va voler viure-hi sola. Primer va estar en una casa davant del llac Plongeon, a Ginebra, i després a la Rue de Chanoines (actualment Rue de la Pelisserie) compartint edifici³ amb François i Juliet d'Albert Durade. Allà feia llargues passejades entre la natura que la inspiraven per escriure. François va fer-li un retrat.

### Trasllat a Londres
A l'any següent, va tornar a Londres i va muntar una editorial, Westminster Review, juntament amb John Chapman, a qui coneixia de Rosehill. És la principal col·laboradora del diari i és aleshores que comença a publicar obres pròpies signant Marian Evans fins a mitjan 1854.

### Relació amb George Lewes

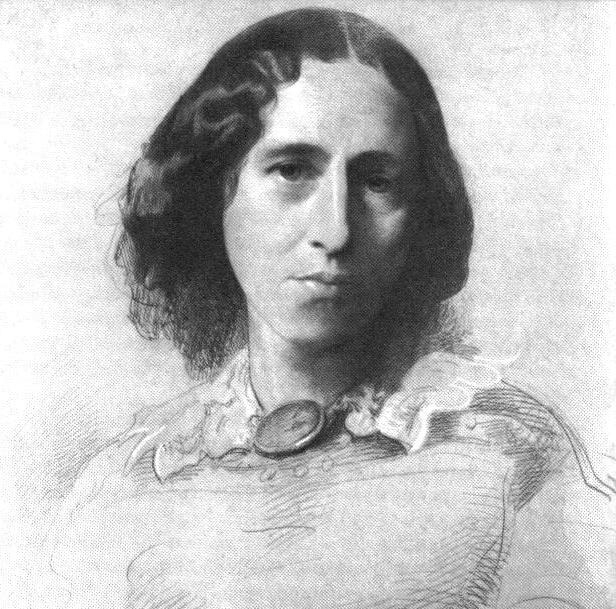
Retrat de Mary Ann Evans fet per Samuel Laurence circa 1860

El 1851, va conèixer el filòsof i crític George Henry Lewes i cap al 1854 van decidir viure junts. Lewes ja estava casat amb Agnes Jervis, però ella tenia 4 fills amb un altre home, sembla que amb el consentiment del seu marit.
Mary i Lewes van fer un viatge a Alemanya. Estava interessada a fer traduccions de filòsofs alemanys i d'altres: Feuerbach, Baruch Spinoza.
Al començament la seva relació va resultar escandalosa, fins que van ser rebuts per la princesa
Louise, filla de la reina Victòria, que era una gran lectora de les novel·les d'Eliot.
D'ençà 1876, ella i Lewes van anar a viure a Witley, Surrey; però la salut d'ell va començar a fallar i es va morir dos anys més tard. Eliot dedicà els següents dos anys a preparar el darrer treball de Lewes, Vida i ment, per a la seva publicació.

### Matrimoni amb John Cross

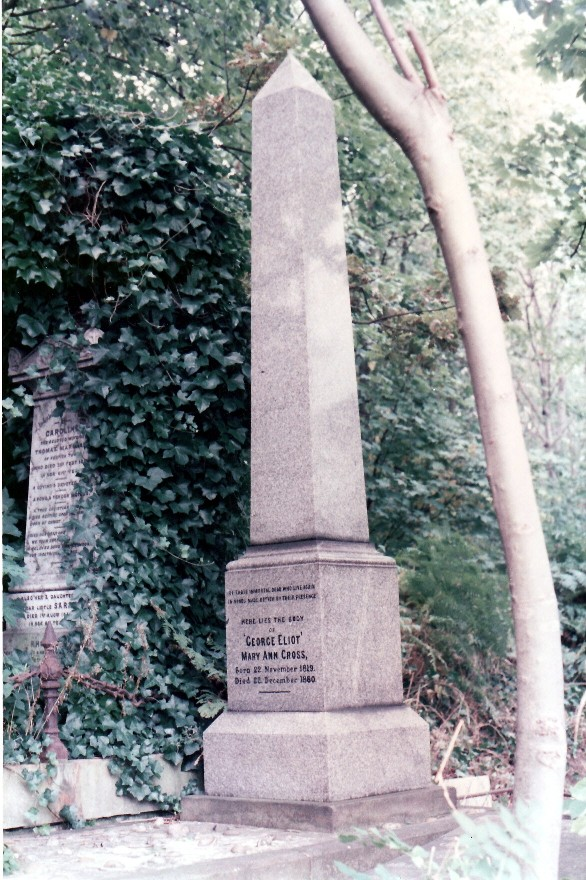
Tomba de Mary Ann Evans al cementiri Highgate

Mary va trobar consol en un escocès anomenat John Walter Cross que havia perdut la seva mare recentment. El maig de 1880 es van casar, cosa que alguns no van trobar bé perquè ell era vint anys més jove que ella. El seu germà Isaac, en canvi, li va escriure felicitant-la.
Tots dos van fer un viatge a Venècia, on va passar un ensurt perquè el seu marit, que era molt temperamental, es va llançar per un balcó al canal.
Després del viatge, es van establir a Chelsea, on ella va contreure una infecció de gola. Aquesta infecció, agreujada per antigues infeccions de ronyó que la van tornar a atacar, va generar un estat malaltís que la va portar a la mort.

## Llista d'obres

### Novel·la
- Adam Bede, 1859 [Adam Bede. Trad. Joan Antoni Cerrato. Martorell: Adesiara Editorial, 2023].
- The Mill on the Floss, 1860
- Silas Marner, 1861 [Silas Marner. Trad. Josep Carner. Barcelona: Edicions 62, 1983, col. MOLU, 24].
- Romola, 1863
- Felix Holt, the Radical, 1866
- Middlemarch, 1871–72 [Middlemarch. Trad. Jordi Arbonès. Barcelona: Columna, 1995; Trad. Xavier Pàmies. Barcelona: La Casa dels Clàssics, 2024]
- Daniel Deronda, 1876[3]

### Poesia
- The Spanish Gypsy, 1868
- Agatha, 1869
- Armgart, 1871
- Stradivarius, 1873
- The Legend of Jubal, 1874
- Arion, 1874
- A Minor Prophet, 1874
- A College Breakfast Party, 1879
- The Death of Moses, 1879
- From a London Drawing Room
- Count That Day Lost
- I Grant You Ample Leave

### Altres
- Traduccions:
  - The Life of Jesus Critically Examined, de D. F. Strauss, 1846
  - The Essence of Christianity, de Ludwig Feuerbach, 1854
- Scenes of Clerical Life, 1858:
  - The Sad Fortunes of the Rev. Amos Barton
  - Mr Gilfil's Love Story
  - Janet's Repentance
- The Lifted Veil, 1859 [El vel alçat. 1989. Trad. M. Dolors Ventós. Barcelona: Laertes, 1989, col. l'Arcà, 43].
- Brother Jacob, 1864 [El germà Jacob. Trad. F. Bielsa i A. Villarreal. València: Edicions 3 i 4, 2009, col. Llibres Clau, 32].
- Impressions of Theophrastus Such, 1879